# Willy Logan
William Frederick Logan, detto Willy (Saint John, 15 marzo 1907 – 6 novembre 1955), è stato un pattinatore di velocità su ghiaccio canadese.

## Palmarès

### Olimpiadi invernali
- Bronzo a Lake Placid 1932 nei 1500 metri.
- Bronzo a Lake Placid 1932 nei 5000 metri.